# Kundenkarte

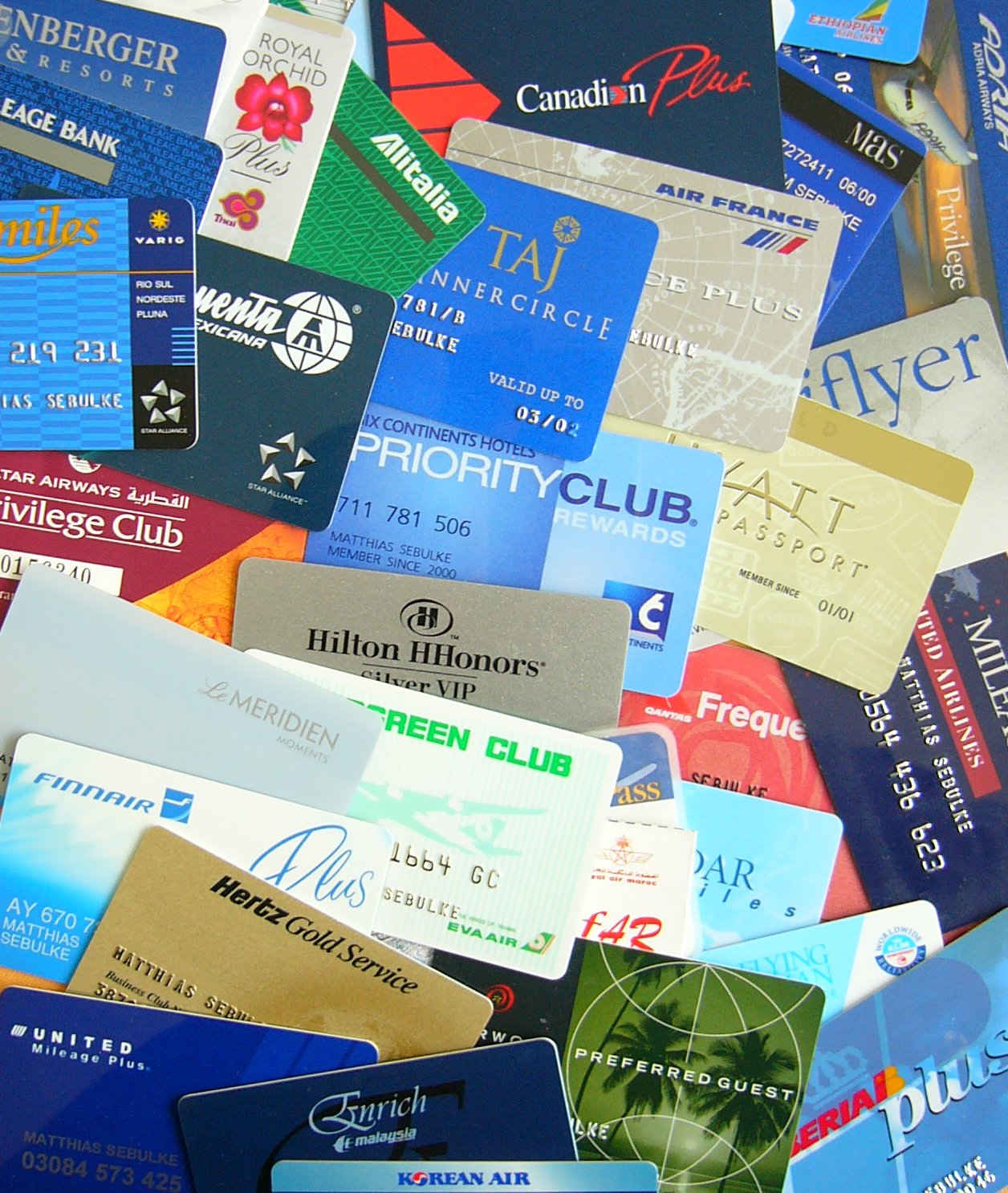
Verschiedene Kundenkarten

Kundenkarten sind im Marketing Träger von Kundendaten und/oder eines Kundenbindungsprogramms und werden von Unternehmen an ihre Kunden ausgegeben. Sie gelten als ein besonders informatives und effizientes Instrument zur Gewinnung von Kunden durch interessante Service- oder Warenangebote sowie zur Veranlassung der Kunden zum wiederholten Kauf, somit zur Kundenbindung und zur Erlangung von personenbezogenen Daten.

## Allgemeines
Kundenkarten sind entweder personalisiert oder übertragbar. Der Kunde erhält mit dem Beitritt eine Karte aus Kunststoff oder Papier im Format einer Zahlungskarte, die oft auch einen Magnetstreifen mit hinterlegten Daten hat.
Schätzungen zufolge hatten 2005 in den Vereinigten Staaten mehr als 70 Prozent der Haushalte die Kundenkarte eines Supermarktes, in den Niederlanden sogar mehr als 80 Prozent.

## Zweck und Funktionsweise
Unternehmen stellen ihren Kunden Kundenkarten aus, um sie längerfristig an sich zu binden, das Kaufverhalten zu analysieren bzw. durch Kaufanreize zu beeinflussen und mittels der gespeicherten Transaktionsdaten Kundenprofile zu erstellen. Zum Großteil wird zudem indirekt an die Erhebung des sozialen Status appelliert (Prestige), und zwar in Form der Status (z. B. „Platin Status“ oder „HON Circle Member“ bei Lufthansa). Im Tausch gegen das Erfassen der Daten erhält der Kunde geldwerte Vorteile, upgrades oder andere Vergünstigungen. Dies unterscheidet Kundenkarten in der Regel von ähnlichen Aktionen der Vergangenheit, etwa der Herausgabe und dem Sammeln von Rabattmarken.

## Kritik
Kritisiert wird an Kundenkarten, dass sie eine Auswertung des Kaufverhaltens der Kunden bezwecken. Häufig geben verschiedene Firmen aus verschiedenen Sparten eine gemeinsame Kundenkarte heraus und führen damit eine gemeinsame Datenbank. Auch Bewegungsprofile könnten bei häufiger Benutzung einer personengebundenen Kundenkarte angelegt werden. Mit zunehmender Furcht vor Datenmissbrauch sinkt auch die Bereitschaft vieler Kunden, eine solche Karte zu verwenden. Herausgeber von Kundenkarten müssen daher die Haltung der Kunden beachten. „Ohne verantwortungsvollen Umgang mit Kundendaten entzieht man sich selbst die Grundlage für individualisiertes Handelsmarketing.“

## Arten von Kundenkarten
Kundenkarten sind verschiedenartig; sie können eine oder mehrere der folgenden Funktionen haben:
- Zugangskarten, zum Beispiel für automatische Videotheken oder Telefongesellschaften (z. B. GlobalOne) oder SIM-Karte
- Kundenkarten mit Direktvorteil, das heißt Gewährung eines bestimmten Rabatts auf den Kaufpreis (z. B. CityPower-Card regionaler Energiedienstleister, Esprit club Pre-Card, Ikea Family Card, Extrakarte von Kaiser’s)
- Kundenkarten mit Zahlungsfunktion, etwa bei Fluggesellschaften eine Kreditkarte oder Vorteilskarten bei Drogerien und Parfümerien (z. B. Douglas Card), die gleichzeitig auch Kundenkarten sind
- RegioKarten, Zusammenschluss mehrerer Unternehmen vor Ort wie etwa Werbegemeinschaften, die eine gemeinsame Kundenkarte ausgeben, Kundenkarten von Bahngesellschaften (z. B. bahn.bonus der Deutschen Bahn oder ÖBB club&bonus der ÖBB)
- Bonuskarten, zum Beispiel Vielfliegerprogramme der Fluggesellschaften und deren Allianzen, die Programme verschiedener Hotelketten und Kundenkarten des Handels
- Digitale Kundenkarte als App

Es ist auch möglich, durch Smartphone-Apps die Identifikationsnummern der Kundenkarten rein digital auf einem Smartphone zu speichern und zu nutzen. Beispiele für solche Apps sind das auf iOS vorinstallierte Apple Wallet, Yunar, Stocard, Key Ring, FidMe und mobile pocket.

## Hersteller
- Winter AG
- Trüb AG
- In der Schweiz gibt es verschiedene Kundenkarten, die von Loyalty Services AG betrieben werden.
- hello again GmbH
- Mankido GbR